# Тулатская волость
Тула́тская во́лость — административно-территориальная единица в составе Евпаторийского уезда Таврической губернии. Образована 8 (20) октября 1802 года из деревень, в основном, Каракуртского кадылыка Бахчисарайского каймаканства.
Занимала западную часть центрального Крыма, самая южная в Евпаторийском уезде. Начинаясь на западе от берега Каламитского залива Чёрного моря, волость граничила на юге с Актачинской, на востоке — с Кадыкойской волостями Симферопольского уезда.

## Население
Население волости изначально было исключительно мусульманским: согласно Ведомости о волостях и селениях, в Евпаторийском уезде с показанием числа дворов и душ… от 19 апреля 1806 , в ней, в 586 дворах проживало 4 033 крымских татарина, также числилось 97 цыган, 8 отставных солдат (также из крымских татар) и 47 ясырей (бывших невольников), всего 4 185 человек. Расположенная в степном Крыму, волость была заселена не густо, деревни располагались в небольшой долине единственной реки Тобе-Чокрак, немноговодных ручьёв и в балках. Городов в волости не было, самая большая деревня — Сак — около 400 человек, ещё 4 деревни имели более 200 жителей. К 1820-м годам земли в опустевших в результате эмиграций крымских татар в Турцию деревнях правительство начало выделять колонистам, в основном немцам.
Тулатская волость просуществовала до 1829 года, когда, согласно «Ведомости о казённых волостях Таврической губернии» от 31 августа 1829 года, была, практически без изменений, преобразована в Темешскую волость.